# Jegor Wassiljewitsch Karnejew

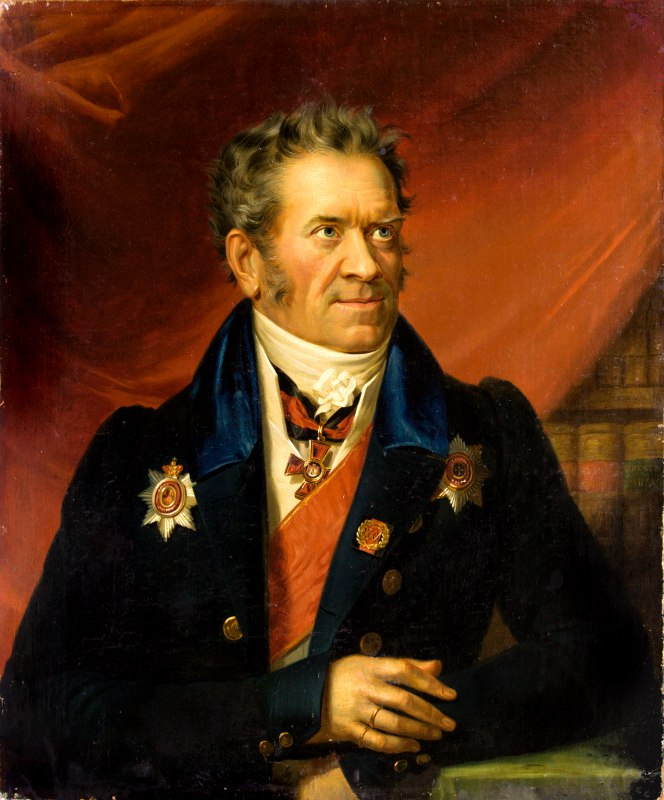
Jegor Wassiljewitsch Karnejew

Jegor Wassiljewitsch Karnejew (russisch Егор Васильевич Карнеев; * 1773; † 17. Januarjul. / 29. Januar 1849greg.) war ein russischer ministerähnlicher Regierungsbeamter, Bergbauingenieur und Schriftsteller.

## Leben
Karnejew stammte aus einer Adelsfamilie des Gouvernements Charkow. Nach Ausbildung in Charkow und Studium an der Universität Moskau trat er 1789 in das Semjonowski-Leibgarderegiment ein. 1796 wurde er zum Kapitan befördert und  dem Generalfeldmarschall Fürst Nikolai Wassiljewitsch Repnin zugeordnet. 1798 begleitete Karnejew ihn als Adjutant auf der diplomatischen Mission nach Berlin und Wien zur Vorbereitung einer Koalition gegen das revolutionäre Frankreich, die ergebnislos endete und zu Repnins Entlassung führte. Karnejew war nun Inspektor-Adjutant bei Repnins Nachfolger General der Infanterie Maurice de Lacy. Im Juni 1799 wurde Karnejew nach dem Willen Kaiser Pauls I. aus dem Militärdienst entlassen.
1800 trat Karnejew in den Zivildienst ein und war zunächst Zensor im Gouvernement Wilna. Dann wurde er Expeditor der Kanzlei des Generalprokurors Alexander Andrejewitsch Bekleschow (1801), Kanzleichef des Archangelsker Gouverneurs (1802), Kanzleichef des Militärgouverneurs von Nikolajew (1803), Lleiter der Abteilung für medizinische Expedition des Innenministeriums (1804) und Abteilungsleiter in der Expedition für Staatswirtschaft (1805).
1809 wurde Karnejew zum Geschäftsführer der Hauptverwaltung für Manufakturen ernannt. 1811 wurde er Direktor des Departements für Manufakturen und Binnenhandel. Wiederholt wurde er in Gouvernements geschickt, um Fabriken und Hüttenwerke zu inspizieren. Im Juni 1816 wurde er Vorsitzender des in Moskau eingerichteten Komitees für die Versorgung der Truppen mit Tuch. Für seine beträchtlichen Einsparungen erhielt er den Orden des Heiligen Wladimir II. Klasse.
1822 wurde Karnejew zum Kurator des Wissenschaftsbezirks Charkow ernannt. Ab August 1824 führte er das Departement für Bergbau und Salz-Angelegenheiten. Gleichzeitig war er Direktor des Bergbau-Kadettenkorps und Mitglied des Rats des Finanzministeriums. 1825 initiierte er die Herausgabe des Bergbaujournals des Departements. Er wurde Mitglied der Hauptverwaltung der Schulen (1825) und der der Manufakturen (1828). 1826 wurde auf Karnejews Initiative der Bergbau-Dienst mit Rechten und Privilegien neu geordnet. Das Bergbau-Kadettenkorps wurde das Bergbau-Institut, deren Schüler in den beiden höchsten Klassen als Studenten galten. 1830 wurde er in die Lugansker Gießerei geschickt, um durch geeignete Maßnahmen die dortige Situation zu verbessern. 1831 wurde er zum Direktor des Departements für Bergbau und Salz-Angelegenheiten ernannt. 1834 wurde Karnejew Generalleutnant im Bergbauingenieur-Korps, nachdem er dort bereits Stabschefaufgaben wahrgenommen hatte. 1836 wurde er zur Inspektion der Salinen auf die Krim und zu den bessarabischen Salzseen geschickt.
Im April 1837 wurde er als Direktor des Departements für Bergbau und Salz-Angelegenheiten abgelöst und zum Senator im Departement für Vermessung des Senats ernannt. Sein Nachfolger als Direktor des Departements für Bergbau und Salz-Angelegenheiten war Jewgraf Petrowitsch Kowalewski.
Neben seinen dienstlichen Tätigkeiten betätigte sich Karnejew seit seiner Studienzeit als Schriftsteller. Seine Themen waren geistlich-moralischer Art. Auch übersetzte er aus dem Französischen Werke von Montesquieu u. a.

## Ehrungen
- Kaiserlich-Königlicher Orden vom Weißen Adler
- Orden des Heiligen Wladimir II. Klasse
- Russischer Orden der Heiligen Anna I. Klasse mit Kaiserkrone